# آرژانتین در المپیک تابستانی ۲۰۱۶

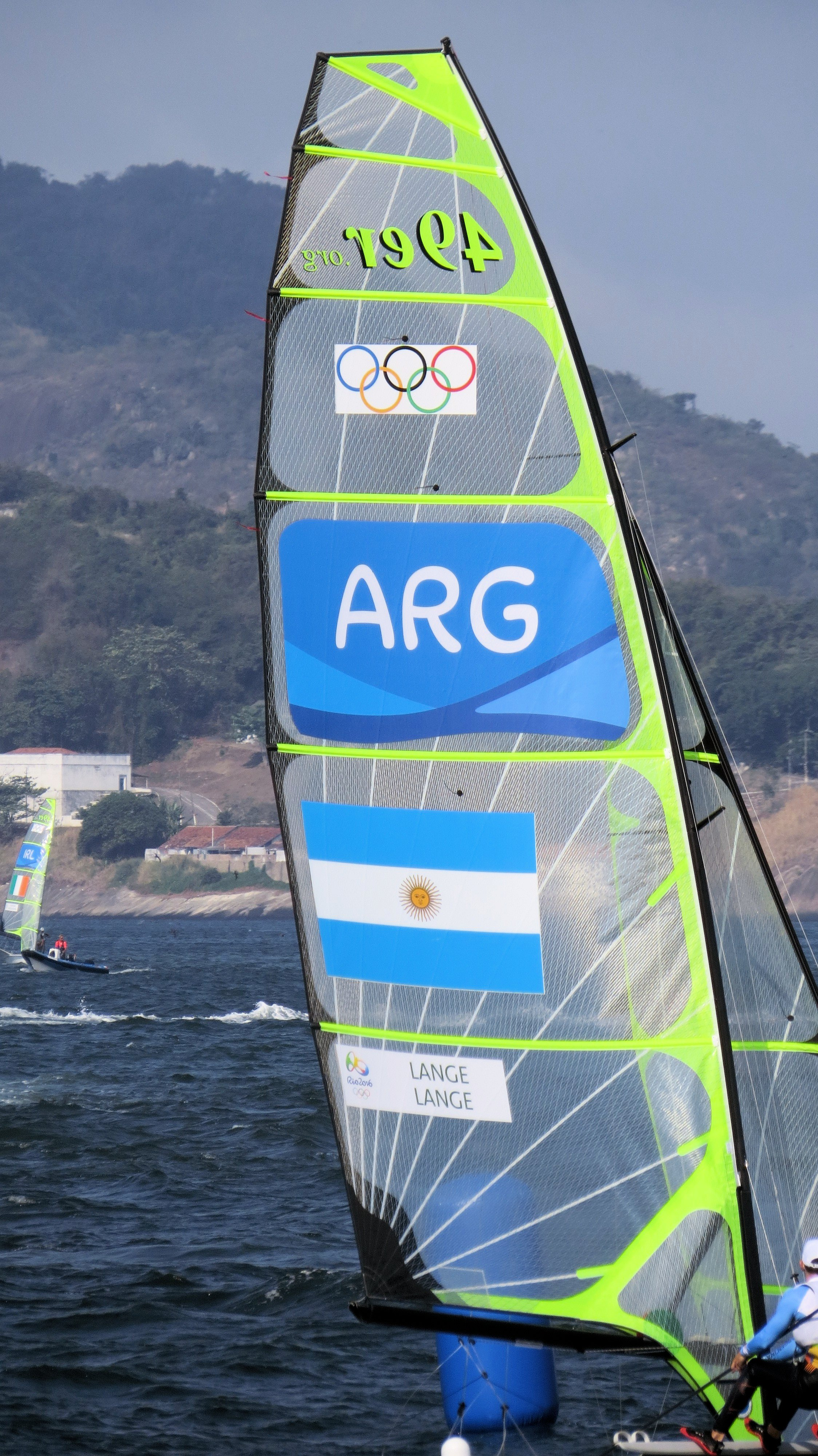
تیم آرژانتین در المپیک ریو

آراژانتین از ۵ تا ۲۱ اوت ۲۰۱۶ در بازی‌های المپیک تابستانی ۲۰۱۶ در ریو دو ژانیرو در برزیل به رقابت پرداختند. آراژانتین با ۳ طلا، ۱ نقره در جایگاه بیست و هفتم دنیا قرار گرفت.